# Матијас Гидсел
Матијас Гидсел (дан. Mathias Gidsel; Скјерн, 8. фебруар 1999) професионални је дански рукометаш и репрезентативац Данске који тренутно игра у Бундеслиги Њемачке за Фуксе Берлин на позицији десног бека.
Гидсел је професионалац од 2017. године, када је играо за дански ГОГ. Године 2022. прелази у њемачки Фуксе Берлин.
За репрезентацију Данске дебитовао је 7. новембра 2020. године у утакмици против Финске, а већ је 2021. године играо на Светском првенству у Египту, где је био један од најбољих данских играча и стријелаца и изабран за најбољег десног бека на турниру.

## Клупски профеји

### ГОГ
- Првенство Данске: 2021/22.
- Куп Данске: 2019.

### Фуксе Берлин
- ЕХФ Лига Европе: 2022/23.
- Суперкуп Немачке: 2024.